# Jadwiga Wajs
Jadwiga Wajs (Pabianice, 30 gennaio 1912 – 1º febbraio 1990) è stata una discobola polacca, vincitrice della medaglia d'argento alle Olimpiadi di Berlino 1936, dietro a Gisela Mauermayer e davanti a Paula Mollenhauer.

## Biografia
In precedenza, alle Olimpiadi di Los Angeles 1932, aveva vinto il bronzo.
Ha battuto cinque volte il record mondiale, che ha detenuto fra il maggio 1932 e il giugno 1935, a parte un breve intervallo di qualche ora in cui le fu soffiato da Grete Heublein.